# ایناس مصطفی
ایناس مصطفی (به عربی: إيناس مصطفى؛ زادهٔ ۱ ژانویهٔ ۱۹۸۹) یک کشتی‌گیر آزادکار کشور مصر است. وی سابقه حضور در المپیک ۲۰۱۶ ریو و المپیک ۲۰۲۰ توکیو را دارد.